# Сянчжоу (Лайбинь)
Сянчжо́у (кит. упр. 象州, пиньинь Xiàngzhōu) — уезд городского округа Лайбинь Гуанси-Чжуанского автономного района (КНР).

## История
Во времена империи Суй в 592 году была создана Сянчжоуская область (象州), состоявшая из 3 уездов. В 606 году она была расформирована.
Во времена империи Тан в 621 году Сянчжоуская область была создана вновь, на этот раз она состояла из 5 уездов. После монгольского завоевания и создания империи Юань Сяньчжоуская область была в 1278 году преобразована в Сянчжоуский регион (象州路), однако в начале XIV века была опять понижена в статусе до области. После свержения власти монголов и основания империи Мин из подчинения властям области были выведены все уезды, и она стала «безуездной». После Синьхайской революции в Китае была проведена реформа структуры административного деления, в ходе которой области были упразднены, и поэтому в 1912 году Сянчжоуская область была преобразована в уезд Сянсянь (象县).
После вхождения этих мест в состав КНР в конце 1949 года был образован Специальный район Лючжоу (柳州专区), и уезд вошёл в его состав. В сентябре 1952 года уезды Сянсянь и Усюань были объединены в уезд Шилун (石龙县). В декабре 1952 года в провинции Гуанси был создан Гуйси-Чжуанский автономный район (桂西壮族自治区), и Специальный район Лючжоу вошёл в его состав.
В 1953 году Специальный район Лючжоу был расформирован, и уезд Шилун перешёл в состав Специального района Ишань (宜山专区) Гуйси-Чжуанского автономного района провинции Гуанси. В 1956 году Гуйси-Чжуанский автономный район был переименован в Гуйси-Чжуанский автономный округ (桂西僮族自治州).
В 1958 году автономный округ был упразднён, а вся провинция Гуанси была преобразована в Гуанси-Чжуанский автономный район; при этом был расформирован Специальный район Ишань, и уезд перешёл в состав воссозданного Специального района Лючжоу.
Постановлением Госсовета КНР от 30 мая 1960 года уезд Шилун был переименован в Сянчжоу.
В марте 1962 года из уезда Сянчжоу был вновь выделен уезд Усюань.
В 1971 году Специальный район Лючжоу был переименован в Округ Лючжоу (柳州地区).
19 ноября 2002 года Округ Лючжоу был расформирован, и уезд перешёл в состав нового городского округа Лайбинь.

## Административное деление
Уезд делится на 7 посёлков и 4 волости.